# Angey
Angey is een plaats en voormalige gemeente in het Franse departement Manche in de regio Normandië en telt 287 inwoners (2017). De plaats maakt deel uit van het arrondissement Avranches.

## Geschiedenis
Angey maakte deel uit van het kanton Sartilly tot dit op 22 maart werd opgeheven en de gemeente werd opgenomen in het kanton Avranches. Op 1 januari 2016 werd de gemeente opgeheven en werd Angey een commune déléguée van de op die dag gevormde commune nouvelle Sartilly-Baie-Bocage.

## Geografie
De oppervlakte van Angey bedraagt 2,5 km², de bevolkingsdichtheid is 79,6 inwoners per km².
De onderstaande kaart toont de ligging van Angey met de belangrijkste infrastructuur en aangrenzende gemeenten.

## Demografie
Onderstaande figuur toont het verloop van het inwonertal (bron: INSEE-tellingen).

Angey · Champcey · Montviron · La Rochelle-Normande · Sartilly